# Gerhard Westerberg
Gerhard Erik Natanael Westerberg, född 24 juni 1931 i Finland, död 6 juli 1988 i Djursholm, var en finländsk och svensk civilingenjör, elektronikforskare vid Kungliga tekniska högskolan, uppfinnare och företagsgrundare.
Gerhard Westerberg arbetade vid transistorgruppen på KTH, och konstruerade där ett modulsystem för logiska kretsar. År 1968 konstruerade han ”Esau” (elektronisk svarsanalysator för undervisning), ett respondersystem för rättning av diagnostiska prov i realtid.
Hans främsta insats låg inom mikrolitografi, som han forskade i på KTH. Han grundade och blev VD för Micronic AB omkring 1977. Företaget arbetade bland annat med att utveckla mikrolitografiteknik.
Gerhard Westerberg lämnade Micronic något år efter att Parcon förvärvade Micronics 1982, men fortsatte att samarbeta med Micronic som konsult. År 1985 var han VD för Ventronic AB.

## Priser och utmärkelser
År 1982 mottog han priset Guldkuggen, instiftat av Ekonomisk företagsledning och Veckans Affärer, för Micronics utveckling av en handburen dataterminal.